# Côtes d’Auvergne

Weinregion Loire

Obwohl mehr als 40 Kilometer von der Loire entfernt, gehört das Weinbaugebiet Côtes d’Auvergne zur großen Weinbauregion Loire. Die 'Côtes d’Auvergne' liegen in der geschichtsträchtigen Landschaft der Auvergne südlich der Appellation Saint-Pourçain sowie westlich der Appellationen Côtes du Forez und Côte Roannaise.

## Lage
Das Weinbaugebiet liegt in der Nähe der Stadt Clermont-Ferrand, mehrheitlich an den vulkanischen Hängen am linken Ufer des Flusses Allier in Zentralfrankreich. Die Anbauflächen befinden sich auf einer Höhe von 380–530 Meter ü. d. M. und verteilen sich rund um die Stadt Clermont-Ferrand.

## Geschichte
Bereits der Bischof Sidonius Apollinaris (ca. 430–490) berichtet im 5. Jahrhundert über den Weinanbau in der Auvergne. Ende des 18. Jahrhunderts wurde der Weinbau in der Region auf etwa 21.000 Hektar betrieben; nach der Französischen Revolution waren es sogar 34.000 Hektar. Mitte des 19. Jahrhunderts war es (nach den Regionen Aude und Hérault) das drittgrößte Anbaugebiet in Frankreich. Die Bestände wurden jedoch durch die Reblaus (Phylloxera) dezimiert; außerdem galt der Wein mit zunehmenden Anbauflächen als immer weniger qualitätvoll. Seit dem Jahr 1948 bemüht sich die Weinbruderschaft Compagnons du Bousset d’Auvergne (bousset = tragbares Fässchen) um eine durchgehende Qualitätspolitik sowie um die Vermarktung des Weinbaugebiets. Die Appellation 'Côtes d’Auvergne' wurde am 14. März 1977 als VDQS eingestuft.

## Größe
Die Weinberge umfassen zurzeit noch etwa 1.000 Hektar Rebfläche in 53 Gemeinden. Etwa 460 Hektar davon werden professionell bewirtschaftet. Innerhalb des Weinbaugebiets gibt es die 5 Subregionen
- Côtes d’Auvergne Madargue (12 ha)

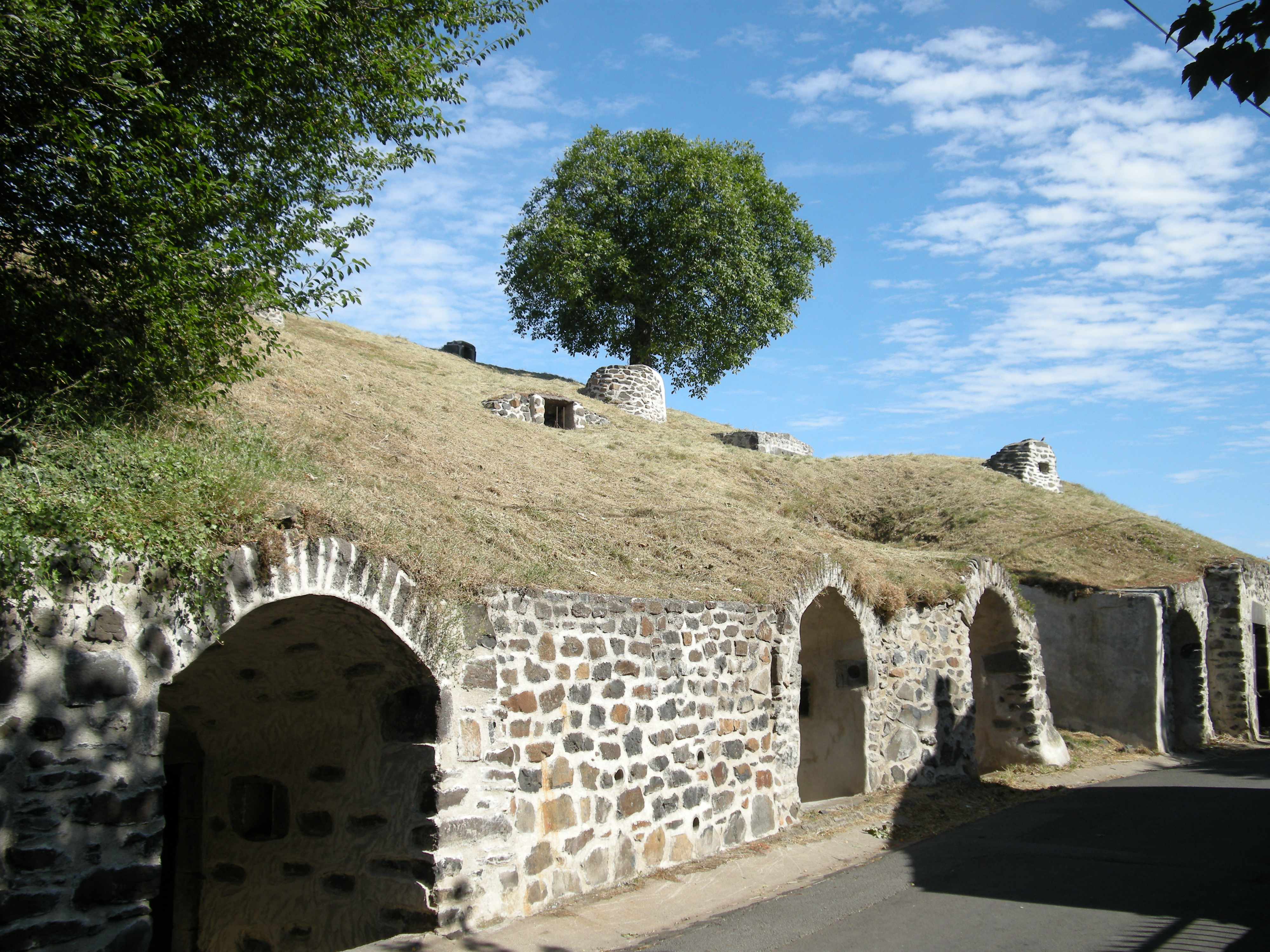
Châteaugay Rue des Caves

- Côtes d’Auvergne Châteaugay (64 ha)
- Côtes d’Auvergne Chanturgue (6 ha)
- Côtes d’Auvergne Corent (32 ha)
- Côtes d’Auvergne Boudes (45 ha)

Etwa 50 Winzer vermarkten ihre Produkte selber. Die anderen 130 Weinbauern arbeiten der Genossenschaftskellerei der Region zu. Ungefähr 410 Hektar Rebland entsprechen nicht den Anforderungen der Appellation und befinden sich im Besitz von Familien, die immer noch für den Eigenbedarf produzieren.

## Weine
- Die trockenen Rotweine werden als Verschnitt aus den Rebsorten Gamay und Pinot Noir gekeltert. Die Erntebeschränkung liegt bei 45 Hektoliter/Hektar. Der Mindestalkoholgehalt liegt bei niedrigen 9 Vol.-Prozent und darf im Falle einer Chaptalisation 12,5 % nicht überschreiten. Die rubinroten, fruchtigen Weine sollten innerhalb von 4–6 Jahren nach der Ernte getrunken werden. Die Trinktemperatur sollte bei 15–17 °C liegen.
- Die Roséweine werden meist sortenrein aus Gamay gekeltert und sind überwiegend trocken ausgebaut. Deren optimale Trinktemperatur liegt bei 10 °C. Einen besonders guten Ruf genießt der Rosé de Corent aus der Subregion Côtes-d’Auvergne Corent.
- Die trockenen Weißweine, die kaum 10 % der Produktion ausmachen, werden sortenrein aus der Rebsorte Chardonnay gekeltert. Die Weine sollten innerhalb von 3–5 Jahren nach der Ernte getrunken werden. Die Trinktemperatur sollte bei 11–13 °C liegen.

Die Qualität der Jahrgänge 2003 und 2005 gilt als außergewöhnlich.

## Zugelassene Gemeinden
- Im Arrondissement Clermont-Ferrand: Aubière, Authezat, Beaumont, Billom, Chanontat, Chas, Chauriat, Cébezat, Clermont-Ferrand, Corent, Cournon d’Auvergne, Le Crest, Dallet, Laps, Lempdes, Les Martres-de-Veyre, Mezel, Mirefleurs, Orcet, Pérignat-lès-Sarliève, Pignols, Plauzat, La Roche-Banche, La Roche-Noire, Romagnat, Saint-Amant-Tallende, Saint-Bonnet-lès-Allier, Saint-Georges-lès-Allier, Saint-Maurice-lès-Allier, Saint-Saindoux, La Sauvetat, Sayat, Tallende, Vertaizon und Vic-le-Comte
- Im Arrondissement Riom: Beauregard-Vendon, Châteaugay, Châtel-Guyon, Gimeaux, Malauzat, Ménétrol, Prompsat, Riom, Saint-Hippolyte, Volvic und Yssac-la-Tourette
- Im Arrondissement Issoire: Boudes, Neschers, Saint-Hérent, Sauvagnat-Sainte-Marthe und Saint-Yvoine